# كاثي دوندرديل
كاثلين ماري مارغريت «كاثي» دوندرديل (وارين قبل الزواج، مواليد فبراير 1952) سياسية كندية شغلت منصب رئيس وزراء نيوفندلاند ولابرادور العاشر، كندا، من 3 ديسمبر 2010 إلى 24 يناير 2014. وُلدت دوندرديل في بورين وترعرت هناك، وعملت في مجالات التنمية المجتمعية والاتصالات ومصائد الأسماك والعمل الاجتماعي قبل انخراطها في السياسة. أول منصب سياسي شغلته هو عضوية مجلس مدينة بورين، حيث عملت نائبًا للعمدة. ترشحت عن حزب المحافظين التقدمي في الانتخابات العامة لعام 1993، وتولت زعامة حزب المحافظين التقدمي.
في الانتخابات العامة لعام 2003، انتُخبت دوندرديل عضوًا في مجلس النواب عن دائرة فرجينيا ووترز الانتخابية. أُعيد انتخابها لعضوية مجلس النواب في الانتخابات العامة لعامي 2007 و2011 واستقالت من منصبها في 28 فبراير 2014. عملت في مجلس وزراء داني وليامز –الذي تولت فيه الحقائب الوزارية المعنية بالابتكار والتجارة والتنمية الريفية والموارد الطبيعية ونائب رئيس الوزراء– حيث اكتسبت سمعة كأحد الأعضاء البارزين في مجلس وزراء وليامز. شغلت دوندرديل منصب رئيس الوزراء بعد استقالة وليامز وأصبحت بعدها زعيمة حزب المحافظين التقدمي، وقادت الحزب إلى النصر في انتخابات أكتوبر 2011. كانت دوندرديل أول امرأة تشغل منصب رئيس الوزراء في تاريخ المقاطعة وسادس امرأة تتولى رئاسة وزراء في تاريخ كندا.

## خلفية
وُلدت كاثلين ماري مارغريت وارين في بورين بمقاطعة نيوفندلاند ولابرادور ونشأت فيها بصحبة والدتها أليس ووالدها نورمان، بين 11 إخوة. حصلت دوندرديل على شهادة الثانوية العامة في عام 1970. بعد التحاقها بجامعة ميموريال في نيوفاوندلاند للعمل الاجتماعي، انقطعت عن الدراسة لتتزوج. قابلت زوجها الراحل النقيب بيتر دوندرديل في عام 1972 عندما كانت تقضي العطلة الصيفية في منزلها. كان النقيب دوندرديل بحارًا بريطانيًا وضع قاربه في رصيف جاف بغرض إصلاحه. أنجب الزوجان طفلان، توم وساره، وقضت دوندرديل الأعوام الأولى لتأسيس الأسرة تعمل ربة للمنزل، بينما أبحر زوجها حول العالم. عندما كان أطفالها أكبر سنًا، عملت بعيدًا عن المنزل في العديد من الأعمال التطوعية المختلفة.
في مطلع ثمانينيات القرن العشرين، كانت دوندرديل أحد أعضاء لجنة عمل نجحت في الضغط على شركة فيشري بّرودكتس انترناشيونال للتراجع عن قرار إغلاق مصنع أسماك بورين. نجحت اللجنة وبقي المصنع قيد التشغيل. وعملت أخصائيًا اجتماعيًا في إدارة الخدمات الاجتماعية في المقاطعة، وقبلت عرضًا بأن تكون جزءًا من مجلس استئناف صيادي الأسماك في المناطق الساحلية بعد انهيار مصائد سمك القد شمال غرب المحيط الأطلسي.